# Colonia Santa María (ort i Argentina)
Colonia Santa María är en ort i Argentina.   Den ligger i provinsen La Pampa, i den centrala delen av landet, 600 km sydväst om huvudstaden Buenos Aires. Colonia Santa María ligger 213 meter över havet och antalet invånare är 289.
Terrängen runt Colonia Santa María är platt. Runt Colonia Santa María är det mycket glesbefolkat, med 2 invånare per kvadratkilometer.. Det finns inga andra samhällen i närheten.
Omgivningarna runt Colonia Santa María är i huvudsak ett öppet busklandskap.